# TechTown

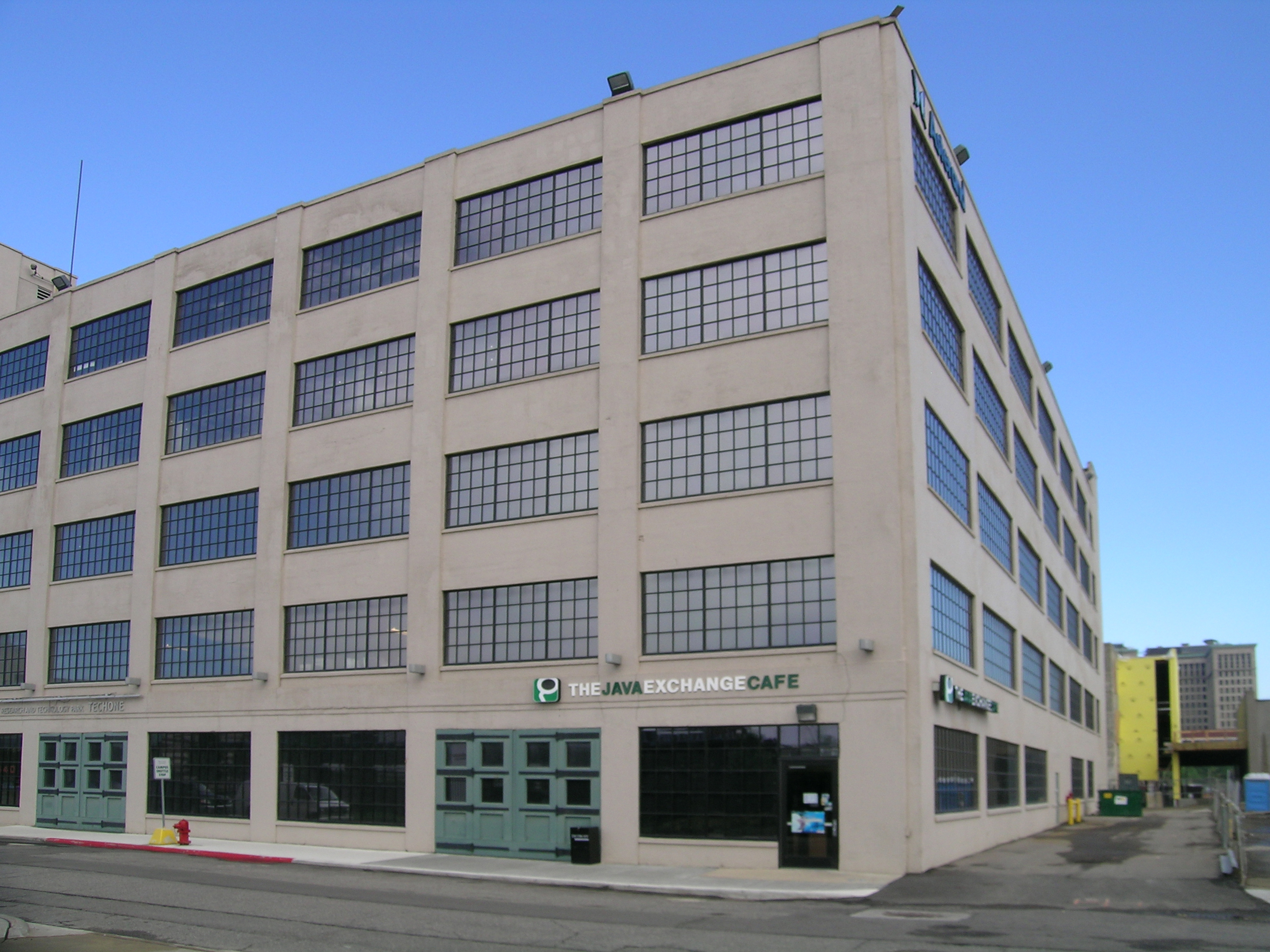
Budova v TechTown

TechTown je americký vědeckotechnický park v Detroitu v Michiganu. Park leží na hranici dvou čtvrtí Midtown a New Center, na ploše 17,40 hektarů. Byl navržen jako výzkumný a technologický park pro stimulaci růstu pracovních míst a vytváření malých podniků, podporu podnikatelů a rozvoj firem v rozvíjejících se odvětvích. 

## Historie
Společnost General Motors nejprve darovala bývalou budovu Chevy Creative Services Building univerzitě Wayne State University, což představovalo první fázi rozvoje výzkumného a technologického parku TechTown. Historická budova na ulici 440 Burroughs přezdívaná jako Tech One, byla nabídnuta jako inkubační prostor pro nové technologické společnosti a jako sídlo pro zaměstnance TechTown. V prosinci 2009 vedení parku oznámilo, že bývalá Dalgleish Cadillac Building na 6160 Cass Avenue se stane jeho dalším podnikatelským inkubátorem nesoucím název TechTwo. Obě budovy TechOne i TechTwo jsou bývalé budovy General Motors navržené průmyslovým architektem Albertem Kahnem v roce 1927.